# Спорт Ресифи
«Спорт Ресифи» (порт. Sport Club do Recife) — бразильский футбольный клуб из города Ресифи, штат Пернамбуку. Клуб является одним из трёх грандов своего штата (наряду с «Санта-Крузом» и «Наутико Ресифи»), присоединившимся членом Клуба Тринадцати, организации самых популярных и титулованных клубов Бразилии.

## История

### Чемпионский титул
Несмотря на то, что «Спорт» намного опережает своих соперников по штату по чемпионским титулам в Лиге Пернамбукано (42 против 29 у «Санта-Круза» и 22 у «Наутико»), эта команда никогда не рассматривалась в качестве одного из ведущих клубов Бразилии, во многом благодаря тому, что чемпионат штата Пернамбуку в иерархии бразильских штатов всегда занимал 6-7 места.
Этого положения не изменил даже чемпионский титул в 1987 году. В тот год группа из 13 самых титулованных и популярных команд Бразилии основали Клуб Тринадцати и вышли из под юрисдикции КБФ, основав собственно первенство. Чемпионом Клуба Тринадцати стал знаменитый «Фламенго», и со спортивной точки зрения этот турнир является просто несопоставимым с официальным чемпионатом под эгидой КБФ, организованном по остаточному принципу. Главная футбольная организации страны всё же договорилась с двумя лучшими клубами параллельного турнира об объединительных матчах. Но в самый последний момент «Фламенго» и «Интернасьонал» отказались от матчей со «Спортом» и «Гуарани». Таким образом, «Спорт», победив «Гуарани», стал официальным чемпионом Бразилии, признанным ФИФА, КБФ и теми командами, которые не входили в Клуб Тринадцати. В следующем году «Спорт» представлял Бразилию в Кубке Либертадорес.
До марта 2018 года считалось, что в 1987 году в Бразилии было выявлено два чемпиона — «Спорт» и «Фламенго». Однако решением Федерального верховного суда от 16 марта 2018 года было признано, что единственным чемпионом страны в 1987 году был «Спорт Ресифи».

### После чемпионства
Разумеется, «титул-фарс» никоим образом не поспособствовал возвышению клуба, разве что команду вскоре приняли в качестве присоединённого члена в Клуб Тринадцати. В последние годы «Спорт» участвовал в бразильской Серии B, добившись повышения в 2006 году.
Согласно данным двух исследовательских институтов (Ibope и Datafolha), опубликовавших результаты своих исследований в 2004 и 2006 годах соответственно, «Спорт Ресифи» — наиболее популярный клуб в своём штате, немного опережая по количеству болельщиков «Санта-Круз». Кроме того, «Спорт» по количеству болельщиков (1,8 млн человек) занимает 14 место в Бразилии, сразу после «Баии» из Салвадора, последнего сооснователя Клуба Тринадцати.

## Символы

### Стадион
Команда выступает на стадионе «Илья ду Ретиро», принимавшем один из матчей чемпионата мира 1950 года (Чили — США — 5:2). Стадион вмещает 45 500 зрителей.

### Талисман
Символом команды является
лев, он олицетворяет королевское доминирование команды в своём штате и регионе.

### Форма
- Основная форма команды: красные футболки в горизонтальную широкую чёрную полоску на груди, чёрные трусы и гетры.
- Запасная форма: белые футболки, трусы и гетры.

## Достижения
- Чемпионат штата Пернамбуку (44): 1916, 1917, 1920, 1923, 1924, 1925, 1928, 1938, 1941, 1942, 1943, 1948, 1949, 1953, 1955, 1956, 1958, 1961, 1962, 1975, 1977, 1980, 1981, 1982, 1988, 1991, 1992, 1994, 1996, 1997, 1998, 1999, 2000, 2003, 2006, 2007, 2008, 2009, 2010, 2014, 2017, 2019, 2023, 2024
- Чемпион Бразилии (1): 1987
- Чемпион Бразилии в Серии B (1): 1990
- Чемпион Кубка Бразилии (1): 2008
- Финалист Кубка Бразилии (1): 1989
- Обладатель Кубка Нордесте (3): 1994, 2000, 2014
- Финалист Кубка Нордесте (2): 2001, 2017

## Статистика выступлений с 2001 года
| Сезон | Ранг | Турнир  | Место | И  | В  | Н  | П  | ГЗ | ГП | Очки |
| ----- | ---- | ------- | ----- | -- | -- | -- | -- | -- | -- | ---- |
| 2001  | 1    | Серия A | 28    | 27 | 5  | 4  | 18 | 24 | 46 | 19   |
| 2002  | 2    | Серия B | 4     | 27 | 15 | 6  | 6  | 40 | 24 | 51   |
| 2003  | 2    | Серия B | 3     | 35 | 12 | 14 | 9  | 49 | 38 | 50   |
| 2004  | 2    | Серия B | 17    | 23 | 7  | 7  | 9  | 24 | 31 | 28   |
| 2005  | 2    | Серия B | 16    | 21 | 8  | 3  | 10 | 29 | 32 | 27   |
| 2006  | 2    | Серия B | 2     | 38 | 18 | 10 | 10 | 57 | 36 | 64   |
| 2007  | 1    | Серия A | 14    | 38 | 14 | 9  | 15 | 54 | 55 | 51   |
| 2008  | 1    | Серия A | 11    | 38 | 14 | 10 | 14 | 48 | 45 | 52   |
| 2009  | 1    | Серия A | 20    | 38 | 7  | 10 | 21 | 48 | 71 | 31   |
| 2010  | 2    | Серия B | 6     | 38 | 15 | 11 | 12 | 55 | 41 | 56   |
| 2011  | 2    | Серия B | 4     | 38 | 17 | 10 | 11 | 62 | 44 | 61   |
| 2012  | 1    | Серия A | 17    | 38 | 10 | 11 | 17 | 39 | 56 | 41   |
| 2013  | 2    | Серия B | 3     | 38 | 20 | 3  | 15 | 64 | 56 | 63   |
| 2014  | 1    | Серия A | 11    | 38 | 14 | 10 | 14 | 36 | 46 | 52   |
| 2015  | 1    | Серия A | 6     | 38 | 15 | 14 | 9  | 53 | 38 | 59   |
| 2016  | 1    | Серия A | 14    | 38 | 13 | 8  | 17 | 49 | 55 | 47   |
| 2017  | 1    | Серия A | 15    | 38 | 12 | 9  | 17 | 46 | 58 | 45   |
| 2018  | 1    | Серия A | 17    | 38 | 11 | 9  | 18 | 35 | 57 | 42   |
| 2019  | 2    | Серия B | 2     | 38 | 17 | 17 | 4  | 49 | 29 | 68   |